# 796
| [ Edytuj tabelę ]          |                                                         |
| Król Asturii               | - 791 Alfons II 842                                     |
| Cesarz Bizancjum           | - 780 Konstantyn VI 797                                 |
| Chan Bułgarii              | - 777 Kardam 803                                        |
| Cesarz Chin                | - 780 Tang Dezong 805                                   |
| Król Essexu                | - 758 Sigeric 798                                       |
| Król Franków               | - 768 Karol Wielki 814 - 781 Ludwik I Pobożny 814       |
| Cesarz Japonii             | - 781 Kammu 806                                         |
| Kalif                      | - 786 Harun ar-Raszid 809                               |
| Król Kentu                 | - 785 Offa 796                                          |
| Patriarcha Konstantynopola | - 784 Tarazjusz 806                                     |
| Król Mercji                | - 757 Offa 796 - 796 Ecgfrith 796 - 796 Cenwulf 821     |
| Król Nortumbrii            | - 790 Etelred I 796 - 796 Osbald 796 - 796 Eardwulf 806 |
| Książę Obodrzyców          | - 795 Drożko 809                                        |
| Papież                     | - 795 Leon III 816                                      |
| Doża Wenecji               | - 787 Giovanni Galbaio 804                              |
| Król Wessexu               | - 786 Beorhtric 802                                     |

Rok 796 / DCCXCVI
stulecia: VII wiek ~
VIII wiek ~
IX wiek

lata: 786 «
791 «
792 «
793 «
794 «
795 «
796
» 797
» 798
» 799
» 800
» 801
» 806

## Wydarzenia
- Europa
  - Alkuin został opatem w Tours.
  - Wojska Karola Wielkiego rozbiły Chanat Awarski

## Zmarli
- 26 lipca - Offa, król Mercji od 757 r.